# ロックマンメガワールド
『ロックマンメガワールド』(ROCKMAN MEGA WORLD / 英: Mega Man: The Wily Wars) は、カプコンから1994年10月21日にメガドライブ専用ソフトとして発売されたアクションゲームである。

## 概要
ファミリーコンピュータ用ソフトとして発売された『ロックマン』（以下『1』）、『ロックマン2 Dr.ワイリーの謎』（以下『2』）、『ロックマン3 Dr.ワイリーの最期!?』（以下『3』）を1つのソフトにまとめて移植した作品。グラフィックやサウンドなどは、ハードウェアの性能に合わせ、新規に作成し直されている。また、収録作ごとに異なっていたSE・グラフィック・その他の仕様の一部が統一されている。 
マップ構成、敵キャラの動きなどゲームを構成する要素はすべてFC版と同じだが、敵キャラ出現のタイミングがコマ数秒のズレがある。
3作品をすべてクリアすると、新たにメガワールドオリジナルのタイトル「ワイリータワー」が選択可能となる（詳細は後述）。
オリジナル版においては『1』は電源オフ後の再開機能がなく、『2』『3』はパスワードコンティニュー方式であったが、本作収録のものはバッテリーバックアップによってセーブを行う方式に変更されている。また、オプション画面でキーコンフィグやサウンドテストもできるようになっている。
本作のカートリッジの裏面には、他のメガドライブのソフトとは異なり、"SEGA"ではなく"CAPCOM"の刻印がある。これは同社のメガドライブソフト『ストリートファイターIIダッシュプラス』・『スーパーストリートファイターII』も同様。
2019年9月にセガより発売された復刻系ゲーム機『メガドライブ ミニ』に内蔵の42作品の一つとして収録された。本機における本作はテラドライブで10MHzで動作させた状態と同等となっており、メガドライブの実機で頻発していた処理落ちが解消されている。
2022年7月1日には、『セガ メガドライブ for Nintendo Switch Online』で配信が開始された。メガドライブミニ収録版と同じく処理落ちが解消されている。

## ワイリータワー
1つのセーブデータで『1』 - 『3』全てをクリア後、それをロードするとタイトル選択画面で新たに選べるようになる、オリジナルのタイトル。3つの選択ステージとそれらをクリアした後に一定の順序で攻略する4つのステージの計7ステージで、ステージ中は『1』 - 『3』すべての敵キャラやトラップが組み合わさって登場する（ボスキャラクターおよびステージのBGMはすべてオリジナル）。
本タイトルでは特殊武器は手に入らない代わりに、『1』 - 『3』まで登場した特殊武器を最大8つまでとサポートアイテムを最大3つまで自由に選択して装備が可能。この選択はステージ開始ごとに行うことができる。なお、『3』と同じく、スライディングが可能である。

### 登場キャラクター

#### 選択ステージのボスキャラクター
選択ステージのボスは、ナンバリング作品とは異なり、倒しても特殊武器は得られない。西遊記がモチーフになっている。
MWN.001 バスターロッド・G (Buster Rod G)
長所：木登りが得意 / 短所：脳味噌30グラム / 好き：バナナ / 嫌い：ラッシュ、ゴスペル
メガワールド軍団のリーダー。モデルは孫悟空。リーダーだが、本人にあまりその自覚はないらしい。棒術に長けていて、如意棒による鋭い突きは、空気も切り裂くほどだといわれる。分身能力も持つ。尻が青い。
他の2体と異なり、撃破してもライフゲージを1つ残して逃亡してしまい、再戦は後半のワイリーステージまで持ち越されることになる。

MWN.002 メガウォーター・S (Mega Water S)
長所：帰国子女 / 短所：日本語が変 / 好き：尻子玉 / 嫌い：生魚
メガワールド軍団の頭脳労働担当。沙悟浄がモデルで水中戦用ロボットの傑作機と目されている。リーダーの座を狙って、いろいろ努力しているが、沙悟浄の姿がリーダーに相応しくないという事実に、人知れず悩んでいるらしい。

MWN.003 ハイパーストーム・H (Hyper Storm H)
長所：嫌とは言えないタイプ / 短所：のせられやすい / 好き：おだてられること / 嫌い：ブタと呼ばれること
メガワールド軍団の肉体労働担当。モデルは猪八戒だがイノシシ型ロボットとされる。バスターロッドとメガウォーターの仲が悪いことに頭を痛めたワイリーが、3人のバランスをとらせるために彼をのんき者の性格にした。しかし、そのときのんきにしすぎてしまった。大型サイズであり、シリーズで唯一エネルギーゲージが2本分あるボスキャラクターである。ジャンプすると上からメットールを二機降らせることができる。

#### ワイリーステージ
以下はワイリーステージに登場するボスである。
ファイヤースネーキー (Fire Snakey)
ワイリーステージ1のボス。炎の海から出現する、大蛇型ロボット。

アイアンボール (Iron Ball)
ワイリーステージ2のボス。レーザーやトゲを武器とする、球体型ロボット。

バスターロッド・G (Buster Rod G)
ワイリーステージ3のボス。選択ステージからの再戦となり、如意棒の代わりにロックマンと同様のバスターに装備を変更して登場する。
足場が落下するブロックを絶えず移動しながらの戦闘となる。この戦いでは、選択ステージと異なり、撃破時に破壊される。

ワイリーマシンメガワールド号 (Wily Machine Mega World)
最終ボス。ワイリーが操縦する巨大人型ロボット。下半身・上半身・頭部それぞれが個別にエネルギーゲージを持ち、順番に撃破していく。

## 移植版
| No. | タイトル                                     | 発売日           | 対応機種          | 開発元          | 発売元       | メディア         | 型式                  | 備考 |
| --- | -------------------------------------------- | ---------------- | ----------------- | --------------- | ------------ | ---------------- | --------------------- | ---- |
| 1   | ロックマンメガワールド                       | 2019年9月19日    | メガドライブ ミニ | エムツー        | セガゲームス | プリインストール | - HAA-2520 - MK-16000 |      |
| 2   | セガ メガドライブ for Nintendo Switch Online | INT 2022年7月1日 | Nintendo Switch   | 任天堂 エムツー | 任天堂       | ダウンロード     | -                     |      |

## 攻略本
- メガドライブ完璧攻略シリーズ9 ロックマンメガワールド必勝攻略法 - 双葉社、1994年12月25日、ISBN 4-575-28375-4